# 西郷塘区
西郷塘区（せいきょうとう-く）は中華人民共和国広西チワン族自治区南寧市に位置する市轄区。

## 行政区画
- 街道:衡陽街道、北湖街道、西郷塘街道、安吉街道、華強街道、新陽街道、上堯街道、安寧街道、石埠街道、心圩街道
- 鎮:金陵鎮、双定鎮、壇洛鎮